# Xylotoles costatus
Xylotoles costatus är en skalbaggsart som beskrevs av Francis Polkinghorne Pascoe 1875. Xylotoles costatus ingår i släktet Xylotoles och familjen långhorningar. IUCN kategoriserar arten globalt som starkt hotad. Inga underarter finns listade i Catalogue of Life.